# Singapore op de Olympische Zomerspelen 2012
Singapore nam deel aan de Olympische Zomerspelen 2012 in Londen, Verenigd Koninkrijk.

## Medailleoverzicht
| Sport       | Olympiër                             | Onderdeel     | Medaille |
| ----------- | ------------------------------------ | ------------- | -------- |
| Tafeltennis | Feng Tian Wei                        | enkelspel (v) | Brons    |
| Tafeltennis | Feng Tian Wei Li Jia Wei Wang Yue Gu | team (v)      | Brons    |

## Deelnemers en resultaten
(m) = mannen, (v) = vrouwen

### Atletiek
| Olympiër         | Onderdeel       | Resultaat | Prestatie                                              |
| ---------------- | --------------- | --------- | ------------------------------------------------------ |
| Gary Yeo Foo Ee  | 100m (m)        | 50e       | voorronde serie 3: 2de in 10,57 serie 1: 8ste in 10,69 |
|                  |                 |           |                                                        |
| Dipna Lim Prasad | 100m horden (v) | 40e       | serie 5: 7de in 14,68                                  |

### Badminton
| Olympiër                  | Onderdeel      | Resultaat | Prestatie |
| ------------------------- | -------------- | --------- | --- |
| Derek Wong Zi Liang       | enkelspel (m)  | 17e       | groep I: 2de W van ISR Zilberman: 2-0 (21-9, 21-15) V van DEN Jørgensen: 0-2 (14-21, 17-21)                                                                  |
|                           |                |           | |
| Juan Gu                   | enkelspel (v)  | 9e        | groep D: 1ste W van SVK Fašungová: 2-0 (21-5, 21-11) W van AUS Na: 2-0 (21-10, 21-7) 2de ronde: V van TPE Cheng: 0-2 (18-21, 10-21)                          |
| Shinta Mulia Sari Yao Lei | dubbelspel (v) | 10e       | groep B: 4de V van TPE Cheng/Chien: 1-2 (21-18, 15-21, 15-21) V van JPN Fujii/Kakiiwa: 1-2 (21-16, 19-21, 10-2) V van INA Gutta/Ponnappa: 0-2 (16-21, 15-21) |

### Gewichtheffen
| Olympiër       | Onderdeel | Resultaat | Prestatie                                                  |
| -------------- | --------- | --------- | ---------------------------------------------------------- |
| Ryang Chun-Hwa | -53kg (v) | 15e       | trekken: 16de met 61kg stoten: 15de met 73kg totaal: 134kg |

### Gymnastiek
| Olympiër     | Onderdeel                | Resultaat | Prestatie |
| ------------ | ------------------------ | --------- | --- |
| Lim Heem Wei | individuele meerkamp (v) | 45e       | kwalificatie: 45ste balk: 31ste met 13,033 punten brug: 49ste met 12,400 punten sprong: 47ste met 13,333 punten vloer: 56ste met 12,033 punten totaal: 50,799 punten |

### Kanovaren
| Olympiër               | Onderdeel    | Resultaat | Prestatie                                                |
| ---------------------- | ------------ | --------- | -------------------------------------------------------- |
| Geraldine Lee Wei Ling | K-1 200m (v) | 27e       | serie 1: 8ste in 45,552                                  |
| Geraldine Lee Wei Ling | K-1 200m (v) | 22e       | serie 4: 4de in 2.01,037 halve finale 2: 7de in 2.01,516 |

### Schietsport
| Olympiër              | Onderdeel                  | Resultaat | Prestatie                                         |
| --------------------- | -------------------------- | --------- | ------------------------------------------------- |
| Jasmine Ser Xiang Wei | 10m luchtgeweer (v)        | 24e       | kwalificatie: 24ste met 394 punten (97-98-100-99) |
| Jasmine Ser Xiang Wei | 50m geweer 3 houdingen (v) | 29e       | kwalificatie: 29ste met 577 punten (194-193-190)  |

### Tafeltennis
| Olympiër                             | Onderdeel     | Resultaat | Prestatie |
| ------------------------------------ | ------------- | --------- | --- |
| Gao Ning                             | enkelspel (m) | 9e        | voorronde: vrij 1ste ronde: vrij 2de ronde: vrij 3de ronde: W van SLO Tokič: 4-0 (11-7, 11-7, 11-5, 14-12) 4de ronde: V van CHN Wang: 1-4 (9-11, 7-11, 9-11, 11-7, 3-11) |
| Yang Zi                              | enkelspel (m) | 33e       | voorronde: vrij 1ste ronde: vrij 2de ronde: V van GBR Drinkhall: 1-4 (7-11, 7-11, 8-11, 11-4, 9-11) |
| Gao Ning Yang Zi Zhan Jian           | team (m)      | 5e        | 1ste ronde: W van Australië: 3-0 kwartfinale: V van van China: 0-3 |
|                                      |               |           | |
| Feng Tian Wei                        | enkelspel (v) | Brons     | voorronde: vrij 1ste ronde: vrij 2de ronde: vrij 3de ronde: W van TPE Chen: 4-1 (11-6, 11-13, 11-5, 12-10, 11-9) 4de ronde: W van GER Wu: 4-2 (11-6, 7-11, 11-5, 9-11, 11-6, 11-6) kwartfinale: W van KOR Kim: 4-2 (13-11, 11-7, 4-11, 11-6, 10-12, 12-10) halve finale: V van CHN Ding: 2-4 (7-11, 4-11, 11-9, 10-12, 11-6, 6-11) bronzen finale: W van JPN Ishikawa: 4-0 (11-9, 11-6, 11-6, 11-5) |
| Wang Yue Gu                          | enkelspel (v) | 5e        | voorronde: vrij 1ste ronde: vrij 2de ronde: vrij 3de ronde: W van FRA Xian: 4-0 (11-9, 11-8, 11-6, 11-4) 4de ronde: W van BLR Pavlovitsj: 4-3 (11-6, 7-11, 4-11, 12-14, 11-7, 11-9, 11-8) kwartfinale: V van JPN Ishikawa: 1-4 (11-8, 5-11, 4-11, 8-11, 4-11) |
| Feng Tian Wei Li Jia Wei Wang Yue Gu | team (v)      | Brons     | 1ste ronde: W van Polen: 3-1 kwartfinale: W van Noord-Korea: 3-0 halve finale: V van Japan 0-3 bronzen finale: W van Zuid-Korea: 3-0 |

### Zeilen
| Olympiër               | Onderdeel        | Resultaat | Prestatie                                  |
| ---------------------- | ---------------- | --------- | ------------------------------------------ |
| Colin Cheng Xin Ru     | laser (m)        | 15e       | 145 punten: (4-25-26-20-28-34-10-2-17-14)  |
|                        |                  |           |                                            |
| Elizabeth Yin Yue Ling | laser radial (v) | 24e       | 197 punten:(34-27-29-13-28-12-26-18-19-25) |

### Zwemmen
| Olympiër            | Onderdeel            | Resultaat | Prestatie                                          |
| ------------------- | -------------------- | --------- | -------------------------------------------------- |
| Quah Zheng Wen      | 200m rugslag (m)     | 35e       | serie 1: 3de in 2.03,45                            |
| Joseph Schooling    | 100m vlinderslag (m) | 35e       | serie 2: 3de in 53,63                              |
| Joseph Schooling    | 200m vlinderslag (m) | 26e       | serie 5: 8ste in 1.59,18                           |
| Quah Zheng Wen      | 400m wisselslag (m)  | 33e       | serie 2: 8ste in 4.26,81                           |
|                     |                      |           |                                                    |
| Mylene Ong Chui Bin | 100m vrije slag (v)  | 29e       | serie 3: 4de in 56,33                              |
| Lim Shu En Lynette  | 400m vrije slag (v)  | 30e       | serie 2: 7de in 4.18,64                            |
| Lim Shu En Lynette  | 800m vrije slag (v)  | 31e       | serie 2: 7de in 8.52,92                            |
| Tao Li              | 100m rigslag (v)     | 26e       | serie 2: 1ste in 1.01,60                           |
| Tao Li              | 100m vlinderslag (v) | HF        | serie 4: 3de in 58,34 halve finale 1: 4de in 58,18 |

Afghanistan · Albanië · Algerije · Amerikaanse Maagdeneilanden · Amerikaans-Samoa · Andorra · Angola · Antigua en Barbuda · Argentinië · Armenië · Aruba · Australië · Azerbeidzjan · Bahama's · Bahrein · Bangladesh · Barbados · België · Belize · Benin · Bermuda · Bhutan · Bolivia · Bosnië en Herzegovina · Botswana · Brazilië · Britse Maagdeneilanden · Brunei · Bulgarije · Burkina Faso · Burundi · Cambodja · Canada · Centraal-Afrikaanse Republiek · Chili · China · Chinees Taipei · Colombia · Comoren · Congo-Brazzaville · Congo-Kinshasa · Cookeilanden · Costa Rica · Cuba · Cyprus · Denemarken · Djibouti · Dominica · Dominicaanse Republiek · Duitsland · Ecuador · Egypte · El Salvador · Equatoriaal-Guinea · Eritrea · Estland · Ethiopië · Fiji · Filipijnen · Finland · Frankrijk · Gabon · Gambia · Georgië · Ghana · Grenada · Griekenland · Groot-Brittannië · Guam · Guatemala · Guinee · Guinee‑Bissau · Guyana · Haïti · Honduras · Hongarije · Hongkong · Ierland · IJsland · India · Indonesië · Irak · Iran · Israël · Italië · Ivoorkust · Jamaica · Japan · Jemen · Jordanië · Kaaimaneilanden · Kaapverdië · Kameroen · Kazachstan · Kenia · Kirgizië · Kiribati · Koeweit · Kroatië · Laos · Lesotho · Letland · Libanon · Liberia · Libië · Liechtenstein · Litouwen · Luxemburg · Macedonië · Madagaskar · Malawi · Maldiven · Maleisië · Mali · Malta · Marshalleilanden · Marokko · Mauritanië · Mauritius · Mexico · Micronesië · Moldavië · Monaco · Mongolië · Montenegro · Mozambique · Myanmar · Namibië · Nauru · Nederland · Nepal · Nicaragua · Nieuw-Zeeland · Niger · Nigeria · Noord-Korea · Noorwegen · Oeganda · Oekraïne · Oezbekistan · Oman · Oostenrijk · Oost-Timor · Pakistan · Palau · Palestina · Panama · Papoea-Nieuw-Guinea · Paraguay · Peru · Polen · Portugal · Puerto Rico · Qatar · Roemenië · Rusland · Rwanda · Saint Kitts en Nevis · Saint Lucia · Saint Vincent en Grenadines · Salomonseilanden · Samoa · San Marino · Sao Tomé en Principe · Saoedi-Arabië · Senegal · Servië · Seychellen · Sierra Leone · Singapore · Slovenië · Slowakije · Soedan · Somalië · Spanje · Sri Lanka · Suriname · Swaziland · Syrië · Tadzjikistan · Tanzania · Thailand · Togo · Tonga · Trinidad en Tobago · Tsjaad · Tsjechië · Tunesië · Turkije · Turkmenistan · Tuvalu · Uruguay · Vanuatu · Venezuela · Verenigde Arabische Emiraten · Verenigde Staten · Vietnam · Wit-Rusland · Zambia · Zimbabwe · Zuid-Afrika · Zuid-Korea · Zweden · Zwitserland · Onafhankelijke atleten